# Іво Бенко
Іво Бенко барон фон Бойнік (хорв. Ivo Benko barun Bojnički, нім. Johann Benko Freiherr von Boinik; Карловаць, 26 вересня 1851 — Горіція, 21 грудня 1903) — хорватський астроном, директор Морської обсерваторії в Пулі.

## Біографія
Він навчався на офіцера австро-угорського флоту у Військово-морській академії в Рієці, яку закінчив у 1872 році. Після цього служив на кораблях «Гельголанд», «Адрія» та «Керка» у званні прапорщика. До 1893 року служив на кораблях «Лісса», «Мінерва», «Кустоза», «Зріний», «Дон Жуан», «Лаудон», «Радецький» і «Таурус». Він публікував замітки про їхні подорожі, і врешті опинився на посаді виконувача обов'язків директора Морської обсерваторії в Пулі в 1884/1885 після смерті директора Франца Лашобера.
Натхненний цим досвідом, він пройшов курс астрономії в Граці, повернувся до військово-морської служби і в 1893 році в званні капітана фрегата обійняв посаду директора Морської обсерваторії в Пулі. У 1901 році пішов у відставку через проблеми зі здоров'ям.

## Наукова робота
За дев'ять років його керівництва обсерваторією було проведено багато астрономічних і геофізичних спостережень, пов'язаних з потребами австро-угорського флоту. Найважливіші наукові результати були опубліковані в тодішньому провідному астрономічному журналі «Astronomische Nachrichten».

## Пам'ять
- Астероїд, відкритий в Вішнянській обсерваторії, був названий на його честь 9814 Івобенко.

## Публікації
- 1873. Jahrbuch der Kais. Kön. Kriegsmarine 1873
- 1884. Geschichte der kk Kriegsmarine während der Jahre 1848 u. 1849
- 1887. Reise S.M.Schiffes «Zrinyi» über Malta, Tanger und Teneriffa nach Westindien
- 1888. Die Reise S.M.Schiffes «Frundsberg» im Rothen Meere und an den Küsten
- 1889. Die Reise S.M.Schiffes «Albatros» nach Süd-Amerika, dem Caplande und West-Afrika
- 1892. Die Schiffs-Station der k. und k. Kriegs-Marine in Ost-Asien. Reisen S.M.Schiffe «Nautilus» und «Aurora» 1884—1888
- 1894. Reise S.M.Schiffes «Zrinyi» nach Ost-Asien (Yang-tse-kiang und Gelbes Meer) 1890—1891
- Астрономічні спостереження в основному публікувалися в журналі «Astronomische Nachrichten»